# Petr Krahulec
Petr Krahulec (* 2. dubna 1956) je bývalý český fotbalista.

## Fotbalová kariéra
V československé lize hrál za Zbrojovku Brno. Nastoupil v 5 ligových utkáních.

## Ligová bilance
| Ročník                                   | Zápasy | Góly | Klub           |
| ---------------------------------------- | ------ | ---- | -------------- |
| 1. československá fotbalová liga 1981/82 | 5      | 0    | Zbrojovka Brno |
| CELKEM                                   | 5      | 0    |                |

## Trenérská kariéra
Po skončení aktivní kariéry působil jako šéftrenér mládeže v FC Petra Drnovice, kde vytáhnul týmy z krajské úrovně na ligovou úroveň. Jeho největším objevem je Milan Petržela, nyní působící v FC Viktoria Plzeň. I další jeho někdejší svěřenci se objevili na ligové scéně: Přemysl Kovář (FK Ústí nad Labem, FC Slovan Liberec), Jan Pánek, Roman Smutný, Jaromír Grim, Martin Fober, Martin Lička (všichni 2. liga za FK Drnovice). Po pádu drnovické kopané trénoval "A" tým mužů TJ Framoz Rousínov (krajský přebor), od léta 2013 je šéftrenérem SCM v MFK Vyškov.